# نصف‌النهار ۱۳۶ درجه شرقی
نصف‌النهار ۱۳۶ درجه شرقی ۱۳۶مین نصف‌النهار شرقی از گرینویچ است که از لحاظ زمانی ۹ساعت و ۴دقیقه با گرینویچ اختلاف زمانی دارد.
این نصف‌النهار از قطب شمال شروع و از مناطق زیر گذشته و به قطب جنوب ختم می‌شود.
- روسیه
- استرالیا
- اقیانوس آرام